# Folkräkning
Folkräkning, även census (latin), innebär storskalig insamling och redovisning av demografiska och socioekonomiska uppgifter om individer som bor inom ett visst definierat område. Det är i regel statsmakten i ett land som beställer folkräkning och därmed finansierar hela projektet, med avsikten att erhålla detaljerad information om antalet individer som bor i det undersökta området. Folkräkning är en viktig möjlighet för staten att "lära känna sina invånare", deras behov och efterfrågan och ger myndigheterna bättre insyn i befolkningens levnadsstandard och vilka materiella tillgångar de har.
Vilka respondenterna är i en folkräkning beror på nationell politik men i modern tid innefattas i regel antingen samtliga individer som de facto bor i området, det vill säga oavsett legal status som invånare, eller alla de som de jure bor i området, det vill säga är folkbokförda där. Historiska exempel på folkräkningar har bland annat innefattat endast män, endast fria medborgare samt endast familjeöverhuvuden. Förenta nationerna rekommenderar nationella regeringar att anordna folkräkningar regelbundet, helst med 10-årsintervaller, för jämnt statistiskt underlag.

## Historik

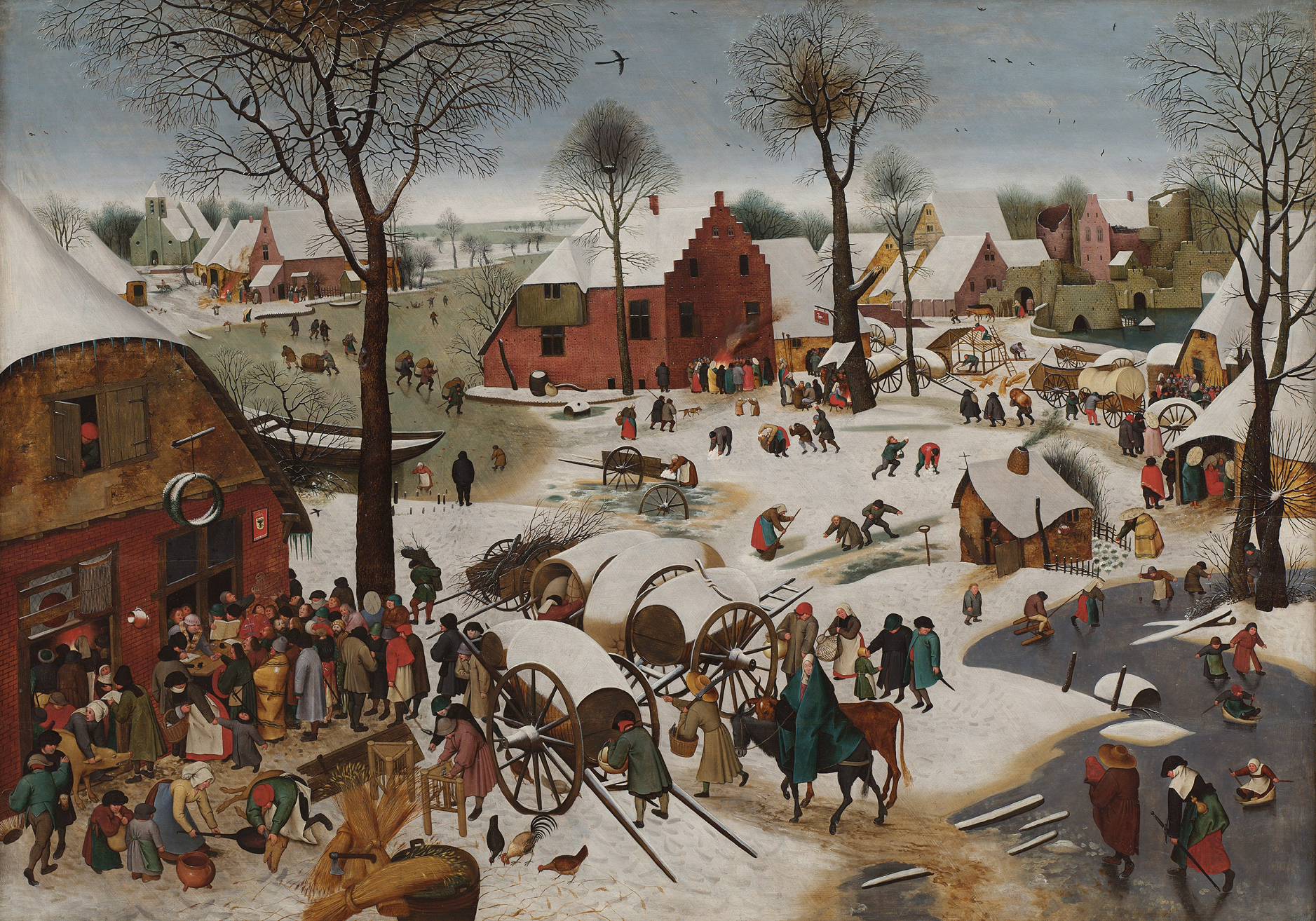
Den bibliska skattskrivningen i Betlehem. Målning av Pieter Bruegel d.y. från tidigt 1600-tal.

### Folkräkningar under antiken
Folkräkningar tros ha förekommit redan för 4000 år sedan i forntida Egypten och det finns bevis för en omfattande folkräkning runt år 2700 f.Kr. Runt år 1700 f.Kr. tros även en folkräkning ha utförts i det antika Mesopotamien. Exempel på andra tidiga folkräkningar var i Kungariket Israel under kung David år 1000 f.Kr, i forntida Egypten under farao Amasis år 569 f.Kr, i det fornindiska Mauryariket på 300-talet f.Kr och i Handynastins Kina år 2 e.Kr då runt 58 miljoner invånare registrerades. I många av dessa tidiga folkräkningar tog man endast hänsyn till vapenföra män och exkluderade samtliga andra invånare. I Romarriket var folkräkningar ett viktigt verktyg för statsmakten och hölls regelbundet vart femte år så att romerska medborgares sociala privilegier kunde slås fast. Ansvaret att kontrollera de omfattande befolkningsregistren och med dem som basis driva in skatt föll på censorn, ett politiskt ämbete av mycket hög rang.

## Frågor i folkräkningen
Folkräkningar innebär inte bara att antalet invånare i ett område räknas utan en rad på förhand bestämda frågor ställs för att ge ett brett statistiskt underlag till myndigheterna. Frågorna avser huvudsakligen personlig information som till exempel födelseort, utbildningsnivå, kön, civilstånd, antal barn, yrke och arbetsplats. Hushållsprotokoll innehåller frågor om då huset byggdes och utrustning inklusive vatten, avlopp, värme samt antalet personer som bor där och om dessa är ägare eller hyresgäster.
Vägran att besvara obligatoriska frågor eller att "fly från dem" bestraffas med böter. I undantagsfall godkänns nekande av svar på: religion, modersmål och funktionshinder (om man har något). Detta för att förhindra att den tillfrågade blir utsatt för olaga förföljelser.[källa behövs]
Under folkräkningen kan anställda så kallade agenter resa från hus till hus och knacka dörr med protokoll för att samla information om landets invånare. Alternativt kan en blankett postas till varje bostad, som medborgarna förväntas fylla i, eller utdrag ur andra befintliga register samköras och sammanställas. Vanligtvis använder man sig av satellitbilder, man ringar in alla hus inom ett visst område som varje agent sedan tar ansvar för. Dessa personer ses som tjänstemän och belagda med tjänstemannaskydd och ska behandlas med respekt av den tillfrågade. Brott mot dem är detsamma som våld mot tjänsteman och kan leda till fängelse.[källa behövs]

## Problematik

### Personlig integritet
Ett problem med folkräkningar, särskilt i dagens samhälle då modern teknik i stor utsträckning används för att sammanställa stora datamängder, är att det från fall till fall kan gå att utläsa vilken individ som har angett vilka uppgifter. Det är inte helt ovanligt att ansvariga myndigheter avsiktligt för in små statistiska fel i folkräkningen för att förhindra att enskilda individers uppgifter kan utläsas ur marginella populationer. Det finns därutöver en rad statistiska och matematiska metoder myndigheter kan använda sig av för att försöka förhindra liknande fall av integritetskränkningar i folkräkningen. Ett annat alternativ är för den centrala statsmakten att helt enkelt inte offentliggöra någon detaljerad statistik utan endast generella siffror.

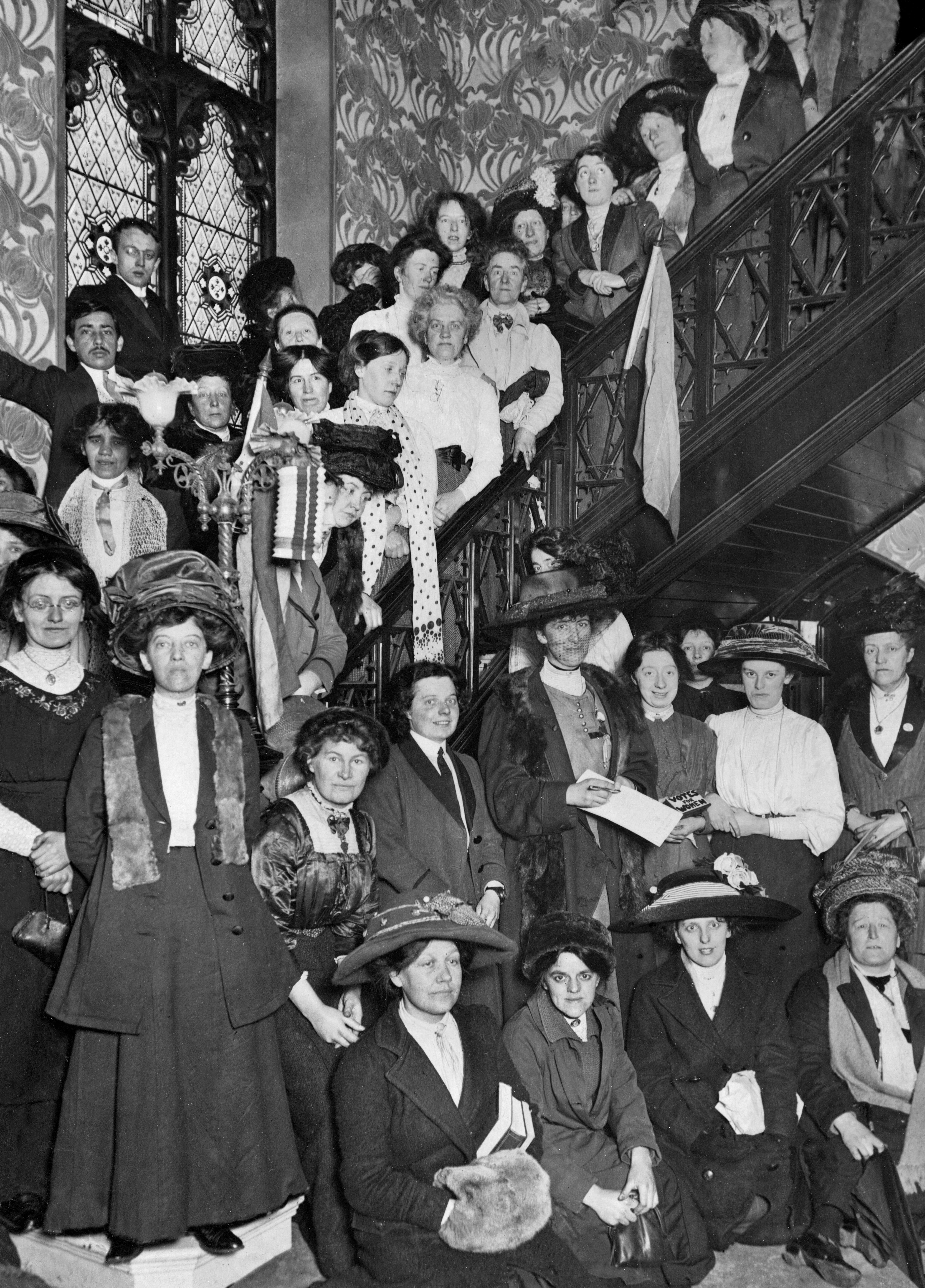
Suffragetter bojkottar engelsk folkräkning 1911.

### Politiska ändamål
Folkräkningar kan användas av landets politiska styre för att legitimera utsättandet av delar av befolkningen för positiv eller negativ särbehandling. Genom manipulering av folkräkningen kan man få vissa etniska, religiösa eller andra befolkningsgrupper att verka större till antalet än de faktiskt är, och på samma sätt framställa andra grupper som mindre än i verkligheten. Exempel på detta var de afrikanska kolonierna liksom apartheidtidens Sydafrika där den europeiska befolkningen på olika sätt förstorades, till exempel genom att utesluta afrikaner från folkräkningen helt och hållet. På samma sätt var det förr vanligt runtom i världen att utesluta kvinnor från folkräkningar, på grund av att de inte ansågs vara fullvärdiga medborgare.
Från tidigmodern tid till långt in på 1900-talet använde man folkräkningar för att slå fast vilka medborgare som åtnjöt rösträtt eller ej i länder med så kallad censusrösträtt, där alltså uppgifter om till exempel inkomst eller egendomsinnehav i folkräkningen tjänade annat än rent statistiska syften.